# コウザンハヤヒデ
コウザンハヤヒデは、日本のアングロアラブ系種の競走馬、種牡馬。主な勝ち鞍に2000年の楠賞全日本アラブ優駿、門松賞。

## 来歴
- 特記事項なき場合、本節の出典はJBISサーチ[5]、地方競馬全国協会[4]

1999年7月19日、荒尾競馬場でのアラブ系3歳戦でデビューし、800メートルを49秒5のレコードタイムで駆け抜け、2着ウエノスペシャルに3秒もの差をつけて勝利。2戦目も勝利し、3戦目からは4戦連続でレコード勝ちを収める。2000年初戦、1月1日の門松賞では2着馬に4馬身差をつけ勝利し、初の重賞勝ち。同世代のほか古馬との対戦も制して4月のミルクカップまで10連勝をマーク。園田競馬場の楠賞全日本アラブ優駿に駒を進め、4番人気で迎えたレースでは1番人気タカライデンを退けて優勝した。その後荒尾に戻り、8月12日の九州馬力杯で12連勝を達成するが、続くオーロラ特設で9頭立ての最下位に終わり、これが最後のレースとなった。

## 競走成績
以下の内容は、JBISサーチ、netkeiba.com、地方競馬全国協会に基づく。
| 年月日     | 競馬場 | 競走名               | 格   | 距離（馬場）  | 頭数 | 枠番 | 馬番 | オッズ（人気） | 着順 | タイム  | 着差 | 騎手     | 斤量 [kg] | 勝ち馬/（2着馬）       |
| ---------- | ------ | -------------------- | ---- | ------------- | ---- | ---- | ---- | -------------- | ---- | ------- | ---- | -------- | --------- | ---------------------- |
| 1999.07.19 | 荒尾   | 3歳                  |      | ダ800m（良）  | 8    | 3    | 3    | 1.9（2人）     | 1着  | R0:49.5 | -3.0 | 西村栄喜 | 55        | （ウエノスペシャル）   |
| 0000.08.13 | 荒尾   | 肥後椿賞             |      | ダ950m（良）  | 7    | 3    | 3    | 1.4（1人）     | 1着  | 01:01.3 | -0.9 | 西村栄喜 | 55        | （ミラースキー）       |
| 0000.08.29 | 荒尾   | 小岱山賞             |      | ダ950m（良）  | 9    | 1    | 1    | 1.1（1人）     | 1着  | R0:59.5 | -2.0 | 西村栄喜 | 55        | （アリアケホマレ）     |
| 0000.10.30 | 荒尾   | 肥後椿賞             |      | ダ1400m（良） | 9    | 7    | 7    | 1.2（1人）     | 1着  | R1:33.8 | -0.8 | 西村栄喜 | 55        | （タツジョオウ）       |
| 0000.11.20 | 荒尾   | もみじ特設           |      | ダ1400m（良） | 10   | 4    | 4    | 1.3（1人）     | 1着  | R1:32.6 | -0.3 | 西村栄喜 | 56        | （タツジョオウ）       |
| 0000.12.12 | 荒尾   | 肥後椿賞             |      | ダ1500m（良） | 9    | 4    | 4    | 1.3（1人）     | 1着  | R1:40.8 | -1.2 | 西村栄喜 | 55        | （ヨシノダイリン）     |
| 2000.01.01 | 荒尾   | 門松賞               | 重賞 | ダ1500m（良） | 10   | 4    | 4    | 1.5（1人）     | 1着  | 01:40.1 | -0.8 | 西村栄喜 | 56        | （ヨシノダイリン）     |
| 0000.02.20 | 荒尾   | C                    |      | ダ1400m（重） | 9    | 2    | 2    | 1.0（1人）     | 1着  | 01:33.9 | -0.2 | 西村栄喜 | 56        | （テットスイセー）     |
| 0000.03.20 | 荒尾   | 北海道馬産特別       |      | ダ1500m（良） | 10   | 4    | 4    | 1.5（1人）     | 1着  | 01:38.6 | -1.5 | 西村栄喜 | 57        | （ワールドシューホー） |
| 0000.04.08 | 荒尾   | ミルクC              |      | ダ1500m（良） | 10   | 5    | 5    | 1.0（1人）     | 1着  | 01:39.1 | -2.9 | 西村栄喜 | 57        | （シャインシュウホウ） |
| 0000.05.17 | 園田   | 楠賞全日本アラブ優駿 | 重賞 | ダ2400m（良） | 12   | 6    | 8    | 10.6（4人）    | 1着  | 02:42.4 | -0.1 | 西村栄喜 | 55        | （タカライデン）       |
| 0000.08.12 | 荒尾   | 九州馬力杯           | C    | ダ1500m（良） | 10   | 2    | 2    | 1.1（1人）     | 1着  | 01:38.9 | -2.3 | 岡元隆太 | 56        | （ユーホーセンプー）   |
| 0000.09.09 | 荒尾   | オーロラ特設         |      | ダ1500m（稍） | 9    | 3    | 3    | （1人）        | 9着  | 01:43.7 | -3.4 | 西村栄喜 | 56        | ゴロヒカリオー         |

## 引退後
引退後は種牡馬となり、アングロアラブ単体の競走が次第に減少する中、5年間の供用で41頭の産駒を世に送り出した。その後、2006年2月25日付で供用停止となった。

### 主な産駒
- フジノコウザン（金杯 (福山競馬)）[8]
- ユメオウウマ（キングカップ）[9][10]

## 血統表
| アサリユウセンプーの血統        | アサリユウセンプーの血統                | アサリユウセンプーの血統              | （血統表の出典）                      | （血統表の出典）    |
| 父系                            | プリンスリーギフト系                    | プリンスリーギフト系                  | プリンスリーギフト系                  | [ § 2 ]             |
| 父 トライバルセンプー 1977 鹿毛 | 父の父サラ トライバルチーフ 1967 黒鹿毛 | Princely Gift                         | Nasrullah                             | Nasrullah           |
| 父 トライバルセンプー 1977 鹿毛 | 父の父サラ トライバルチーフ 1967 黒鹿毛 | Princely Gift                         | Blue Gem                              |                     |
| 父 トライバルセンプー 1977 鹿毛 | 父の父サラ トライバルチーフ 1967 黒鹿毛 | Mwanza                                | Petition                              | Petition            |
| 父 トライバルセンプー 1977 鹿毛 | 父の父サラ トライバルチーフ 1967 黒鹿毛 | Mwanza                                | Lake Tanganyika                       |                     |
| 父 トライバルセンプー 1977 鹿毛 | 父の母インターシユウホウ 1973 栗毛      | サラ インターナシヨナル               | *ライジングフレーム                   | *ライジングフレーム |
| 父 トライバルセンプー 1977 鹿毛 | 父の母インターシユウホウ 1973 栗毛      | サラ インターナシヨナル               | *テツノヒビキ                         |                     |
| 父 トライバルセンプー 1977 鹿毛 | 父の母インターシユウホウ 1973 栗毛      | アラブ シユウホウ                     | 久艶                                  | 久艶                |
| 父 トライバルセンプー 1977 鹿毛 | 父の母インターシユウホウ 1973 栗毛      | アラブ シユウホウ                     | 有汎                                  |                     |
| 母 ヤマイチアカネ 1990 鹿毛     | 母の父タイムライン 1969 栗毛            | タガミホマレ                          | ミネフジ                              | ミネフジ            |
| 母 ヤマイチアカネ 1990 鹿毛     | 母の父タイムライン 1969 栗毛            | タガミホマレ                          | バイオレツト                          |                     |
| 母 ヤマイチアカネ 1990 鹿毛     | 母の父タイムライン 1969 栗毛            | リユウエイ                            | シユンエイ                            | シユンエイ          |
| 母 ヤマイチアカネ 1990 鹿毛     | 母の父タイムライン 1969 栗毛            | リユウエイ                            | タツリユウ                            |                     |
| 母 ヤマイチアカネ 1990 鹿毛     | 母の母ヒカリーテツト 1985 鹿毛          | サンコオーテット                      | フルヒカル                            | フルヒカル          |
| 母 ヤマイチアカネ 1990 鹿毛     | 母の母ヒカリーテツト 1985 鹿毛          | サンコオーテット                      | サラ系 竜選                           |                     |
| 母 ヤマイチアカネ 1990 鹿毛     | 母の母ヒカリーテツト 1985 鹿毛          | ヒカリトウザイ                        | スカレー                              | スカレー            |
| 母 ヤマイチアカネ 1990 鹿毛     | 母の母ヒカリーテツト 1985 鹿毛          | ヒカリトウザイ                        | イナリトウザイ                        |                     |
| 5代内の近親交配                 | ライジングフレーム 4 × 5 ･ 5 = 12.50%   | ライジングフレーム 4 × 5 ･ 5 = 12.50% | ライジングフレーム 4 × 5 ･ 5 = 12.50% | [ § 3 ]             |
| 出典                            | 1. 2. 3.                                | 1. 2. 3.                              | 1. 2. 3.                              | 1. 2. 3.            |